# Пайксвилл
Пайксвилл (англ. Pikesville) — статистически обособленная местность в округе Балтимор, штат Мэриленд, США.

## История
Была названа в честь американского генерала и исследователя Зебулона Пайка (англ. Zebulon Pike, 1779—1813). Хотя есть места, названные его именем во многих других государствах, Пайксвилл в Балтиморе штата Мэриленд — единственное место под названием «Пайксвилл».

## Еврейская община
Анклавы еврейских иммигрантов в округе Балтимор начали формироваться на рубеже XIX-XX веков недалеко от госпиталя Джонса Хопкинса. Во время Второй мировой войны еврейское сообщество начало перемещаться из Балтимора в Пайксвилл. Евреям всё ещё принадлежали многие их предприятия в Балтиморе до Балтиморского бунта 1968.
Пайксвилл теперь считается центром еврейского сообщества округа Балтимор. Многие из крупнейших синагог и еврейских школ расположены в Пайксвилле или около него. За прошлые несколько десятилетий еврейское сообщество расширилось далее за пределы города Балтимора к более отдаленному северо-западному пригороду, включая Оуингз-Миллз и Райстерстаун.

## Образование
Раввинский колледж (вуз)

## Известные жители
Джозеф Свитмен Эймс (1864 — 1943) — американский физик, профессор физики в университете Джонса Хопкинса